# Tour de France 2017/7. Etappe
Die 7. Etappe der Tour de France 2017 fand am 7. Juli 2017 statt. Sie führte über 213,5 Kilometer von Troyes nach Nuits-Saint-Georges. Es gab einen Zwischensprint in Chanceaux nach 108 Kilometern sowie eine Bergwertung der 4. Kategorie.
Marcel Kittel gewann seine dritte Etappe im Massensprint vor Edvald Boasson Hagen. Noch 150 Meter vor dem Ziel war der Deutsche am Hinterrad des Norwegers, als sich eine Lücke auftat und er mit nur sechs Millimetern Vorsprung die Ziellinie überquerte. Zuvor wurde die sich kurz nach dem Start gebildete Ausreißergruppe des Tages mit Dylan van Baarle, Manuele Mori, Maxime Bouet und Yohann Gène knapp sechs Kilometer vor dem Ziel eingeholt. Chris Froome verteidigte sein Gelbes Trikot.